# Habitatge a la rambla del Carme, 3 (Vic)
L'Habitatge a la rambla del Carme, 3 és una obra noucentista de Vic (Osona) protegida com a Bé Cultural d'Interès Local.

## Descripció
Edifici civil. Casa de pisos entre mitgeres que consta de planta baixa i quatre pisos. La planta baixa presenta una llinda de pedra que emmarca una finestra trencada per una columna amb capitell dòric i el portal el qual és rectangular i decorat amb un modilló a cada angle superior. El primer pis té dues finestres amb frontons d'inspiració clàssica sostinguts per pilastres; al tercer pis, com al segon, hi ha balcons amb un frontó semicircular als dos portals. A l'últim pis hi ha petites finestres, sota el ràfec de la teulada. És construïda amb maó i arrebossat al damunt; els elements ornamentals de la part baixa són de pedra i damunt el portal hi ha un escut de pedra que duu l'inicial M. L'estat de conservació és força bo.

## Història
La Rambla del Carme forma part de l'anella que envolta el nucli antic.
Amb la desaparició dels portals que comunicaven la ciutat antiga amb l'exterior (segle xviii), la ciutat va anar prenent un nou caire urbanístic amb un conjunt antic centrat a la plaça del Mercadal i les Rambles que l'unien amb els antics ravals fora muralla.
La Rambla del Carme venia a unir el carrer de les Neus amb el carrer de Gurb l'any 1793.
Aquest edifici es degué construir sobre un altre edificat durant l'eixample barroc al segle xviii.